# Lubianka (dopływ Gostomki)
Lubianka – struga, górny bieg rzeki Gostomki, przepływa przez wieś Żelazna w województwie łódzkim.